# Кен Спейн
Кен Спейн (англ. Ken Spain, 6 жовтня 1946 — 11 жовтня 1990) — американський баскетболіст.
Олімпійський чемпіон 1968 року.